# Серменевский сельсовет
Серменевский сельсовет — муниципальное образование в Белорецком районе Башкортостана России.

## История
Согласно Закону о границах, статусе и административных центрах муниципальных образований в Республике Башкортостан имеет статус сельского поселения.

## Население
- 1939 год — 2125 (1046 мужчин, 1079 женщин) чел.;
- 1961 год — 2380 чел.;
- 1969 год — 2558 чел.;

| 2002  | 2009  | 2010  | 2012  | 2013  | 2014  | 2015  |
| ----- | ----- | ----- | ----- | ----- | ----- | ----- |
| 2262  | ↗2687 | ↘2384 | ↗2391 | ↗2416 | ↘2397 | ↘2371 |
| 2016  | 2017  |       |       |       |       |       |
| ↗2404 | ↘2377 |       |       |       |       |       |

## Состав сельского поселения
| № | Населённый пункт | Тип населённого пункта       | Население |
| - | ---------------- | ---------------------------- | --------- |
| 1 | Серменево        | село, административный центр | ↘2018     |
| 2 | Азнагулово       | деревня                      | ↘290      |
| 3 | Дачная           | деревня                      | ↗34       |
| 4 | Яндек            | деревня                      | ↘23       |
| 5 | Сатра            | деревня                      | ↘19       |
| 6 | Идель            | деревня                      | 20        |